# Mikroregion Marabá

Mikroregion Marabá

Mikroregion Marabá – mikroregion w brazylijskim stanie Pará należący do mezoregionu Sudeste Paraense. Ma powierzchnię 20.008,6 km²

## Gminy
- Brejo Grande do Araguaia
- Marabá
- Palestina do Pará
- São Domingos do Araguaia
- São João do Araguaia